# Великий мастурбатор
«Великий мастурбатор» — картина іспанського художника Сальвадора Далі в стилі сюрреалізму, написана у 1929 році. Зараз експонується в Центрі мистецтв королеви Софії в Мадриді (Іспанія).
В центрі картини зображене деформоване людське обличчя, що дивиться вниз. Його прототипом стала скеля на узбережжі Кадакеса в Каталонії. Схожий профіль зображено також на відомішій картині Далі «Постійність пам'яті» (1931). З нижньої частини голови піднімається оголена жіноча фігура, що нагадує музу художника Галу. Рот жінки тягнеться до прихованих під легким одягом чоловічих геніталій, натякаючи на майбутню фелляцію. Чоловіча фігура зображена тільки від пояса до колін зі свіжими порізами, що кровоточать.
Під людським обличчям, на його роті, сидить сарана (яку іноді помилково вважають коником через поганий переклад ранніх записів Далі) — комаха, перед якою художник відчував ірраціональний страх. По черевцю сарани і по центральній фігурі повзуть мурахи — популярний мотив у роботах Далі — символ корупції. Під сараною зображена пара фігур, які відкидають одну спільну тінь. У нижньому лівому кутку картини одинока постать квапливо віддаляється. Крім цього, на полотні присутні також яйце (символ родючості), нагромадження каміння і (під обличчям жінки) квітка кали з фалосоподібною маточкою.
Робота «Великий мастурбатор» має велике значення для дослідження особистості художника, оскільки навіяна підсвідомістю. Картина зображує суперечливе ставлення Далі до сексу. У його дитинстві батько Далі залишив на піаніно книгу з фотографіями геніталій, уражених венеричними захворюваннями, що призвело до асоціювання сексу з гниттям і надовго відвернуло юного Далі від статевих відносин.
Далі зберігав цю картину у власній колекції в Театрі-музеї Далі в Фігерасі до самої смерті, після чого «Великий мастурбатор» став частиною національної колекції і був переміщений до мадридського музею.